# 9062 Онісі
9062 Онісі (9062 Ohnishi) — астероїд головного поясу, відкритий 27 листопада 1992 року.
Тіссеранів параметр щодо Юпітера — 3,566.
Названо на честь Онісі (яп. おおにし(大西) о:нісі)